# Cauda
Cauda, en plural caudae o caude, es un rasgo característico de canciones en el estilo del conductus pertenecientes a la música a cappella que se desarrolló entre mediados del siglo XII y mediados del siglo XIII.

## Etimología
La palabra «cauda» deriva del vocablo en latín que significa «cola». Conceptualmente, es fácil ver en «cauda» la raíz del término moderno «coda», que surgió cuando se sustituyó el latín por el italiano como lengua franca musical.

## Descripción
Las caudae fueron especialmente importantes en los conductus, donde se insertaban habitualmente al comienzo o final. Aunque también podían incorporarse en cualquier punto intermedio. Con esta característica, el conductus polifónico alcanzó su máxima evolución y desarrollo. Junto con los pes o pedes de las canciones, constituyó una de las formas musicales más utilizadas por los trovadores. El estilo del conductus estableció reglas estrictas en la composición y algunas esas reglas fueron dedicadas a la caudae, que aparecía en la penúltima sílaba de cada verso. Toma la forma de una sección muy larga de contrapunto -donde varias melodías simultáneas se combinan en una sola- unificado sobre una sílaba. La caudae se repetía en cada verso.
La trascendencia de la caudae en la música del conductus fue tal que la mayoría de los conducti se dividieron en las categorías Conductus cum cauda o embellecidos y Conductus sine cauda (Conductus con o sin cauda). Los conductus sine cauda conforman menos de un tercio del repertorio. Debido a su habitual ubicación en las voces altas de los conductus polifónicos y a que las partituras sólo incluían texto en la voz llamada tenor, algunos autores deducen que las caudae, especialmente las de danzas del siglo XIII, se interpretaban con instrumentos musicales.
En general se acepta un ritmo ternario, aunque la escritura de la música medieval anterior a 1200 no aporta indicaciones precisas sobre el ritmo, salvo en el caso en que múltiples notas eran asignadas a una sola sílaba. Este caso se conoce como melisma y se representa mediante una notación especial conocida como modos rítmicos. Como la cauda es un tipo específico de melisma, también conlleva esta notación especial. En las caudae es habitual que el ritmo varíe entre repeticiones.

### Ejemplos
Estos son dos ejemplos notables de caudae: 
- Vetus Abit Littera, un conductus de Navidad a cuatro voces del Manuscrito de Florencia;
- Dic Christi, Veritas, una diatriba contra la hipocresía clerical escrita por Philippe Le Chancelier. Este último se encuentra en el manuscrito Carmina Burana en una versión monofónica y en las fuentes de París en un arreglo elaborado a tres voces, cargado de caudae.